# Premio Internacional de Artes Plásticas Obra Abierta
El Premio Internacional de Artes Plásticas Obra Abierta es un certamen impulsado por la Fundación Caja de Extremadura desde el año 2011 para promocionar las artes plásticas en la región. Es la continuidad de la labor de mecenazgo realizada desde principios del siglo XX por las Cajas de Cáceres y Plasencia.
La convocatoria abarca las disciplinas de pintura, escultura, fotografía y arte digital, vídeo, performance e intervención artística. En el año 2014, el certamen crea la Galería Solidaria, una venta de obra seleccionada en el concurso para donar lo recaudado a fines solidarios. 

## Premiados
- 2011 – Alejandro Corujeira. Mundo (pintura).[3]
- 2012 – Kepa Garraza Álvarez. Acción de Asalto al arte, Nº 12 Nueva York (pintura).[4]
- 2014 – Sergio Berlinchon Hueso. Adiós amigo (vídeo).[5]
- 2015 – Albano Hernández. Poniente, ATLAS 1404 (pintura).[6]
- 2016 – Luis Jaime Martínez del Río. Elor (escultura).[7]
- 2017 – Gabriela Bettini. Repoussoir (pintura).[8]
- 2018 - Miguel Pablo y Manuel Pedro Rosado Garcés, conocidos como MP&MP Rosado por Silla#23 (escultura)[9]
- 2019 - Miquel García Membrado por List of burned books in Germany in 1933 (performance)[9]